# La Pedrera (Rocha)
La Pedrera ist eine Ortschaft im Südosten Uruguays.

## Geographie
Sie befindet sich auf dem Gebiet des Departamento Rocha in dessen Sektor 10 südöstlich der Departamento-Hauptstadt Rocha an der Atlantikküste. Im Norden grenzt am dortigen Küstenabschnitt Punta Rubia y Santa Isabel an, in wenigen Kilometern westlicher Entfernung erstreckt sich die Laguna de Rocha. Der nächstgelegene Küstenort in südwestlicher Richtung ist Arachania.

## Infrastruktur
La Pedrera liegt an der Ruta 10.

## Kultur
Der Badeort La Pedrera ist bekannt für die im Ort stattfindenden Karnevalsfeierlichkeiten. Diese locken regelmäßig tausende Besucher an. Für das Jahr 2012 kalkulierte der Bürgermeister mit mehr als 20.000 Gästen und sprach von einem nicht mehr zu bewältigenden Ansturm.

## Einwohner
La Pedrera hatte bei der Volkszählung im Jahr 2011 225 Einwohner, davon 128 männliche und 97 weibliche.
| Jahr | Einwohner |
| ---- | --------- |
| 1963 | 48        |
| 1975 | 64        |
| 1985 | 65        |
| 1996 | 115       |
| 2004 | 165       |
| 2011 | 225       |

Quelle: Instituto Nacional de Estadística de Uruguay

## Stadtverwaltung
Bürgermeister (Alcalde) von La Pedrera ist Alcides Perdomo, der diese Funktion ebenfalls für La Paloma innehat.(Stand: 20. Februar 2012)